# Erigone aletris
Erigone aletris Crosby & Bishop, 1928 è un ragno appartenente alla famiglia Linyphiidae.

## Distribuzione
La specie è stata rinvenuta negli Stati Uniti, in Canada, in Scozia ed in Italia

## Tassonomia
Non sono stati esaminati esemplari di questa specie dal 2009
Attualmente, a maggio 2014, non sono note sottospecie